# Alte Genossenschaft – Haus Ranković
Die Alte Genossenschaft – Haus Ranković befindet sich in Draževac, einer Siedlung auf dem Territorium der Stadtgemeinde Obrenovac. Das Gebäude zählt zum unbeweglichen Kulturgut als Kulturdenkmal.

## Geschichte
Das Alte Genossenschaft – Haus Ranković in Draževac ist bekannt für das architektonische, funktionale und räumliche Konzept des Hauses -Typ Šumadija, dessen Bau typisch für das Gebiet von Zentralserbien und Šumadija war. Es gehört zum vollentwickelten Typ des ländlichen Genossenschaftshauses der ersten Hälfte des 19. Jahrhunderts.

## Beschreibung des Hauses
Der Bau des Hauses bezieht sich auf die Klassenschichtung und Bildung einer reichen Schicht, im frühen 19. Jh., die mit materiellen Ressourcen die ersten wichtigen und wertvollen Wohngebäude bauen konnten. Mit den Grundelementen der alten Balkanarchitektur, wurden Neuheiten in Bezug auf Baustoffe, Raumverteilung und Detailverarbeitung in den Bau von Landhäusern eingeführt. Es hat eine rechteckige Basis von 15 × 15 m, von zentraler Lage mit vier Räumen, drei Zimmern und einem "Haus" mit zwei gegenüberliegenden Türen und einem offenen Schornstein.
Mit den Grundelementen der alten Balkanarchitektur wurden Neuheiten im Bezug auf Baustoffe, Raumverteilung und Detailverarbeitung in den Bau von Landhäusern eingeführt. Das Haus zählt zu den Fachwerkhäusern, aufgestellt auf Balken aus Eichenholz auf Steinen. Die Wände sind mit Lehmgemisch gefüllt. Die Dachkonstruktion besteht aus Holzbalken, abgedeckt mit Dachziegeln. Die tiefe zentrale Veranda ist auf der Außenseite mit einer gewölbten Arkade und später mit einem zusätzlichen Holzzaun geschlossen worden. Die ruhige Fassade mit betonten horizontalen Rhythmus von Fensteröffnungen und einer Veranda ist weiß bemalt. Die großen Dachabläufe stellen besondere Merkmale in Bezug auf die Kunst dar.
In den frühen 1980er Jahren wurde das Haus der Familie Ranković von seinem ursprünglichen Standort am Rande des Dorfes zum Grundschulhof in Draževac verlegt.